# Vista Alegre (Panama)
Vista Alegre è un comune (corregimiento) della Repubblica di Panama situato nel distretto di Arraiján, provincia di Panama. Si estende su una superficie di 30,4 km² e conta una popolazione di 55.369 abitanti (censimento 2010).